# Scandale de la parapolitique

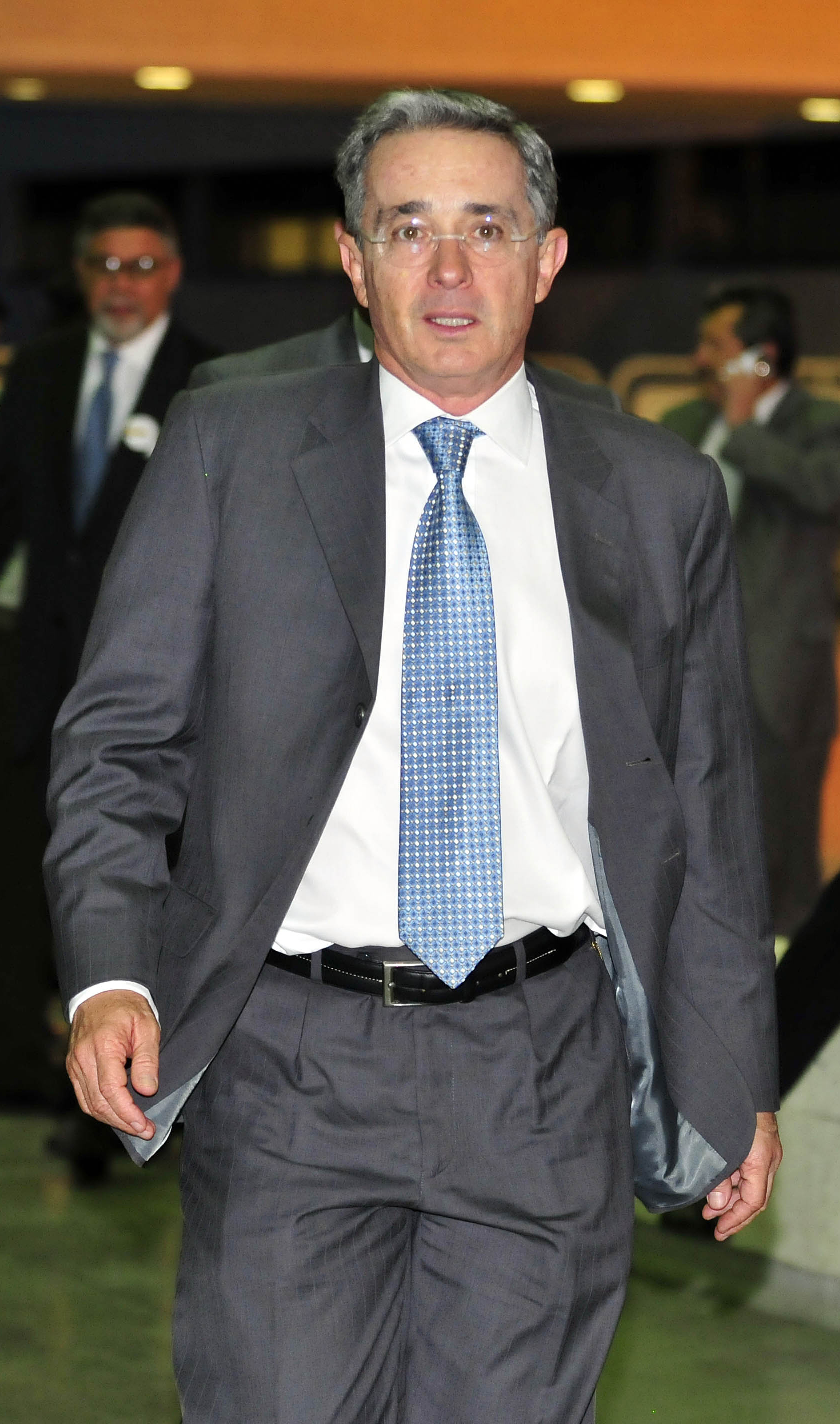
Álvaro Uribe en 2010.

Le scandale de la parapolitique a éclaté en 2006 en Colombie, après le changement de majorité au congrès colombien et la réélection avec une très forte majorité du président Álvaro Uribe. Une série de révélations de presse, d'arrestations et de décisions de justice ont fragilisé les paramilitaires d'extrême-droite, liés aux trafiquants de drogue et accusés de divers massacres ainsi que leurs soutiens dans les services secrets et des politiques d'envergure, parfois très proches du président Álvaro Uribe. L'une des arrestations les plus retentissantes est en février 2007 celle du chef des services secrets colombiens, accusé d'avoir informé les groupes paramilitaires des actions de l'armée.
Ce processus a trouvé ses germes dans l'amnistie accordée par Uribe aux paramilitaires des Autodéfenses unies de Colombie (AUC), dirigées par Carlos Castaño (1965-2006) et Salvatore Mancuso, avec la Loi Justice et paix de juillet 2005, votée sous le gouvernement Uribe et accompagné d'importantes opérations de désarmement des paramilitaires, qui ont isolé les éléments les plus durs.
La découverte du pacte de Ralito (voir ci-dessous), signé par Salvatore Mancuso, « Jorge 40 » et d'autres chefs des AUC, ainsi que plusieurs personnalités politiques (dont le gouverneur de Sucre et de Córdoba et une dizaine de parlementaires), a dévoilé l'existence d'une stratégie des AUC, dénommée « plan Birmanie », pour renforcer leur influence et s'emparer du pouvoir politique, d'abord dans la région Caraïbe sur la côte atlantique, puis au niveau national.

## Effets principaux du scandale
Ce scandale a abouti à l'arrestation de sénateurs proches d'Uribe (Alvaro García, Jairo Merlano et Erick Morris) puis de celle d'un ancien chef des services de renseignement, le Departamento Administrativo de Seguridad (DAS), Jorge Noguera. 64 congressistes (soit le quart du Congrès de la République de Colombie) ont été identifiés par la Cour suprême de justice dans le scandale de la parapolitique, dont 32 sont aujourd'hui en détention.
Le 16 février 2007, la Cour suprême de justice a ordonné l'arrestation de six parlementaires liés aux paramilitaires, dont Álvaro Araújo Castro, le frère de la Chancelière et Ministre des Affaires étrangères, María Consuelo Araújo, qui démissionna quelques jours après. L'ancien ministre Álvaro Araújo Noguera, père des deux pré-cités, a aussi été accusé d'association de malfaiteurs (formation de groupes paramilitaires) et d'avoir participé à un enlèvement aggravé.
La même année, l'ancien sénateur Mario Uribe Escobar, cousin germain du président Uribe, a dû démissionner de son poste de sénateur en raison de ses liens avec les paramilitaires, avant d'être arrêté et incarcéré, en avril 2008, après une tentative de demande d'asile au Costa Rica, à la prison de Bogota. Álvaro Uribe a révélé, le 23 avril 2008 à la radio privée Caracol, qu'une enquête avait été ouverte contre lui dans le cadre de l’investigation sur le massacre d’Aro de 1997, au cours duquel 15 paysans accusés d’aider les guérilleros des FARC avaient été tués par les paramilitaires avec l’aide de l’armée colombienne ; Uribe a nié toute implication,,,,.
Mario Uribe est l'associé politique du président Uribe depuis plus de 20 ans. Depuis leur élection au Parlement en 1986, les deux cousins ont fondé ensemble le Parti de la Colombie démocratique, dont la totalité des élus au Parlement sont aujourd'hui emprisonnés.
Une enquête a aussi été ouverte contre Nancy Patricia Gutiérrez, présidente du Sénat de la République de Colombie, et Carlos García, président du parti U,.
Selon les enquêtes en cours, plusieurs dirigeants politiques et hauts fonctionnaires colombiens auraient bénéficié de ces alliances via l'intimidation et les actions armées des groupes paramilitaires contre la population civile. À la suite de l'amnistie de 2005 et de la démobilisation relative des AUC, certains paramilitaires ont obtenu des postes dans les conseils municipaux, les assemblées municipales ainsi qu'au Congrès et dans d'autres organes étatiques. D'un autre côté, certains politiques sont accusés de détournement de fonds, utilisés pour financer les groupes armés illégaux, et auraient aussi organisé des fuites facilitant leurs opérations, qui incluent des massacres, assassinats, déplacements forcés de population afin d'augmenter leur puissance.
Les politiciens inculpés ont fréquemment recours à la mesure de « condamnation anticipée », grâce à laquelle ils bénéficient de réductions de peine confortables s’ils reconnaissent les faits.

### Conséquences internationales
Le scandale de la parapolitique a influencé les relations internationales de la Colombie, avec une apostrophe de la démocrate Nancy Pelosi, présidente de la Chambre des représentants des États-Unis, exigeant d'Uribe, en mars 2007, qu'il condamne les militaires liés aux paramilitaires, qui figurent sur la liste des organisations terroristes de l'OEA (Organisation des États d'Amérique). Majoritaires dans les deux Chambres, les démocrates se sont saisis de l'affaire pour réduire l'aide militaire apportée à la Colombie (principalement dans le cadre du plan Colombie) et d'ajouter des conditions à l'aide économique versée.
L'ancien vice-président des États-Unis, Al Gore, a annulé en avril 2007 sa participation à un forum environnemental où devait participer Uribe, en affirmant que les soupçons à son égard devaient d'abord être dissipés. Uribe a rejeté ces accusations, qu'il présenta comme des calomnies, et s'est déclaré navré de la décision d'Al Gore.
Le président Uribe a ensuite entrepris une tournée aux États-Unis afin d'obtenir l'appui des membres du Congrès américain pour signer le traité de libre échange Colombie-États-Unis, dont la signature pourrait être hypothéquée aux conséquences du « Paragate », comme on l'appelle aussi dans la presse nationale. Il a rencontré à cette occasion Nancy Pelosi, qui lui répondit que pour avoir l'appui du Parti démocrate, il fallait impérativement que le gouvernement soumette à la justice tous les fonctionnaires compromis par ce scandale, tout en regrettant l'impunité accordée aux crimes faits à l'encontre des syndicalistes. Un nouveau voyage d'Uribe n'a pas eu plus de succès.
Le scandale de la parapolitique a amené le président colombien Uribe à arbitrer, au sein de son administration, en faveur de ceux qui souhaitent un désarmement à grande échelle des paramilitaires et sans trop de concessions.

## Antécédents
Bien que les AUC, fondées en 1997 à partir d'une fusion des différents groupes paramilitaires eux-mêmes issus de la Violencia des années 1960, soient soupçonnés de longue date d'avoir tissé des liens avec la classe politique et les forces armées colombiennes, c'est l'émergence de ce scandale, avec la découverte en particulier de l'ordinateur de Jorge 40, qui a permis à la justice colombienne d'initier des enquêtes et d'arrêter plusieurs politiciens.
Dès mai 2005, le député Gustavo Petro (Pôle démocratique alternatif, deuxième force politique du pays depuis l'élection de mai 2006) dénonce la complicité entre les paramilitaires et certains politiques, accusant notamment le sénateur Alvaro García Romero (aujourd'hui incarcéré) d'être le co-inspirateur d'un groupe paramilitaire, en 1997, avec Salvador Arana, ancien gouverneur de Sucre et alors ambassadeur au Chili, Miguel Nule Amín, Salvatore Mancuso, chef des AUC, Eduardo Cobo (alias « Diego Vecino »), Salomón Fériz (frère du député José Luis Fériz) et deux membres de l'armée,,. Le groupe était accusé d'avoir commis des assassinats ainsi que le massacre de El Chengue, en janvier 2001, qui fit 25 morts. L'action judiciaire contre ce groupe a, selon Petro, notamment été bloqué par José Feliciano Yepes, aujourd'hui emprisonné à Caracas pour tentative d'assassinat contre le président vénézuélien Hugo Chávez.
Petro dénonça aussi, preuves à l'appui, le sénateur Alvaro Romero, pour son implication dans le massacre de Macayepo (15 morts). Député depuis plus de 20 ans, Romero s'est rendu à la justice le 16 novembre 2006 après une courte cavale. En outre, Petro dénonce alors les liens entretenus avec les AUC, et en particulier avec Diego Vecino et Rodrigo Mercado Pelufo (alias Cadena), de l'ancien député Muriel Benito Rebollo. Cette dernière a alors nié cela, mais l'apparition de son nom dans l'ordinateur de « Jorge 40 » en tant que candidat de « Diego Vecino » pour les élections de 2006 conduit à sa condamnation à 6 ans de prison,.
Un mois après, Clara López Obregón, la dirigeante du Pôle démocratique alternatif, dénonce devant la Cour suprême de justice les liens soupçonnés de membres du Congrès avec les AUC, après avoir pris connaissance des propos de Salvatore Mancuso, chef des AUC, selon lesquels 35 % du Congrès « sont des amis » de son organisation.
La même année, Jorge Noguera Cotes, l'ancien directeur du Département administratif de sécurité (DAS), un des services de renseignements colombien, a fait l'objet d'une enquête sur la base de plusieurs accusations, dont l'une émanant de l'ancien chef des services informatiques du DAS, Rafael García, un témoin-clé des enquêtes. Ce dernier accusait Noguera de mettre le DAS à disposition des AUC dans le nord du pays.
Devant l'accusation de médias tel que la revue Semana, le président Uribe s'est indigné, affirmant qu'il « mettrait sa main au feu pour lui » [Noguera]. Ce dernier a cependant dû démissionner, et a été nommé comme consul à Milan, avant de devoir démissionner à nouveau et être inculpé, en janvier 2006, accusé d'« association de malfaiteurs » et d'avoir collaboré et informé illégalement les paramilitaires. Noguera a été arrêté le 22 février 2007.
En juillet 2006, la Cour Constitutionnelle conditionna la Loi Justice et paix, amnistiant les AUC, à des « aveux pleins et sincères », à la révélation de « la localisation des corps des desaparecidos » et au dédommagement financier des victimes, sans quoi elle était déclarée anticonstitutionnelle. C'est grâce à ces amendements que l'incarcération de 58 paramilitaires (sur un total de 30 000 combattants démobilisés), préalable à leur amnistie, a incité ceux-ci à révéler des informations concernant leurs liens avec l'armée et les politiques, afin de pouvoir bénéficier de la loi, qui a établi un plancher maximal de 8 ans de prison pour les crimes commis, quels qu'ils soient. Salvatore Mancuso a alors révélé plusieurs crimes compromettant les politiciens de plusieurs régions du pays.

## L'ordinateur de «Jorge 40»
Les enquêteurs sont d'abord partis d'un ordinateur d'un certain « Don Antonio », homme de confiance de Rodrigo Tovar Pupo (alias « Jorge 40 »), chef du Bloc nord des AUC, dans lequel ils ont trouvé des fichiers révélant de multiples crimes commis contre des syndicalistes et membres de la société civile dans la région Caraïbe sur la côte Atlantique, et l'alliance avec différents politiciens, dont des maires, des gouverneurs et des candidats aux législatives, avec l'objectif d'étendre leur influence. Les crimes comptent plusieurs massacres, assassinats, et un nombre inconnu de députés et d'autres responsables politiques élus grâce à l'influence et à l'intimidation des paramilitaires. Bien des crimes détaillés dans l'ordinateur de « Jorge 40 », lui-même accusé d'avoir assassiné plus de 50 membres de la société civile entre 2004 et 2006, ont été commis après le cessez-le-feu des AUC. L'ordinateur révèle en outre les fraudes électorales ayant facilité l’élection puis la réélection de Uribe en 2002 et 2006.
Ces révélations ont poussé le procureur Edgardo Maya Villazón à déclarer que ce scandale serait équivalent voire pire au procès 8 000, qui a touché l'ancien président Ernesto Samper, accusé d'avoir financé sa campagne électorale de 1995 grâce aux fonds des paramilitaires. Devant être jugé par le Congrès, Samper a été exonéré par celui-ci, mais son ministre de la Défense, Fernando Botero Zea, et son trésorier de campagne, Santiago Medina, ont été incarcérés. Quatre députés membres de la coalition parlementaire appuyant Uribe, Zulema Jattin, Dieb Maloof, David Char et Alvaro García Romero, ont été éclaboussés par les informations contenues dans cet ordinateur.

## Le Pacte de Ralito

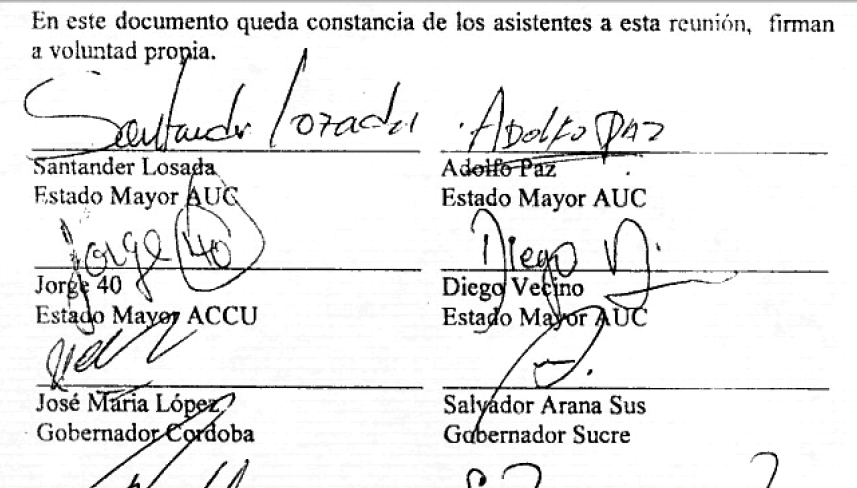
Extrait du Pacte de Ralito, document signé le 23 juillet 2001, sur lequel on peut voir la signature des dirigeants des AUC, dont celle de « Jorge 40 », aux côtés de celles de plusieurs politiques, dont le gouverneur de Sucre et de Córdoba.

C'est dans le cadre de ce scandale qu'on a découvert le « Pacte de Ralito », un document, signé le 23 juillet 2001, qui prouve l'existence d'un accord entre les AUC, plusieurs parlementaires ou anciens parlementaires (dont sept députés et quatre sénateurs), cinq maires, deux gouverneurs (celui de Sucre et de Córdoba), un journaliste, et d'autres fonctionnaires pour « refonder la patrie ». La plupart des signataires ont été arrêtés le 14 mai 2007, inculpés d'association aggravée de malfaiteurs, bien que certains aient essayé, sans succès, de se faire inculper pour délit de sédition. L'existence du Pacte de Ralito a été dévoilé fin 2006 par le sénateur Miguel Alfonso de la Espriella, l'un des signataires, sur ordre d'un des chefs des AUC, Salvatore Mancuso. Le contenu du document a été révélé publiquement en janvier 2007 à la suite des déclarations de Jorge 40, responsable des AUC, lors des négociations de paix, et une des copies du document lui-même remis à la justice par Mancuso lors d'une de ses auditions.
Selon les enquêtes de l'hebdomadaire El Espectador, le pacte a été signé dans le cadre d'une stratégie des AUC afin de consolider leur pouvoir en marge de la loi, en s'appuyant sur le narcotrafic et concrétiser, à l'avenir, la prise du pouvoir politique, d'abord dans la région Caribe puis au niveau national. Dénommé « Plan Birmanie », en référence au pays situé dans le Triangle d'or asiatique, cette initiative n'a pas fait l'unanimité au sein des AUC. Carlos Castaño a en effet refusé de l'appuyer, s'opposant aux leaders d'alors du Bloque Central Bolívar des AUC, Iván Roberto Duque alias « Ernesto Báez » et Carlos Mario Jiménez alias « Macaco », fortement liés aux trafic de stupéfiants, et décidant finalement de démissionner. Castaño a par la suite été assassiné par son propre frère, Vicente Castaño,, fondateur du groupe paramilitaire Águilas Negras, créé à la suite de la démobilisation des AUC et qui refuse toute négociation avec le gouvernement Uribe.
Deux universitaires argentins, Mario Alfredo Sandoval et Juan Antonio Rubbini Melato, étaient présents à la réunion de Ralito de 2001, selon Alfonso de la Espriella, en tant que conseillers politiques des AUC,,. Sandoval, référencé avec le numéro 1076/1163 dans le rapport de la Comisión Nacional sobre la Desaparición de Personas (Commission nationale sur la disparition de personnes, CONADEP), à propos de l’enlèvement d’un étudiant d’architecture pendant la « guerre sale » des années 1970, et désormais spécialisé dans l'intelligence économique, a notamment été chargé de cours à l'IHEAL (Institut des Hautes Études d'Amérique Latine), enseignant aussi à l'université Sorbonne Nouvelle - Paris 3 et à l'université Paris-Est-Marne-la-Vallée. Il a fait partie d'une délégation au Chili présidée par Alain Juillet, ancien chef de la DGSE et depuis décembre 2003 haut responsable chargé de l’intelligence économique au SGDN,.

### Signataires du Plan Ralito
Leaders des AUC
- Salvatore Mancuso alias « Santander Lozada ».
- Diego Fernando Murillo alias « Don Berna » ou « Adolfo Paz ».
- Edward Cobos Téllez alias « Diego Vecino ».
- Rodrigo Tovar Pupo alias « Jorge 40 ».

Leaders politiques
(Nom ; fonction au moment de la signature du pacte ; fonction au moment de l'ordre d'arrestation ; statut actuel.)
Source: 32 personas firmaron el 'acuerdo de Ralito', Radio Caracol, 20 janvier 2007.
Liste non exhaustive (32 signataires en tout).
- Salvador Arana ; gouverneur de Sucre ; ancien ambassadeur au Chili ; en cavale.
- Rodrigo Burgos ; sénateur du Parti conservateur colombien ; démis de ses fonctions ; résultats provisoires de l'enquête favorables.
- Alfonso Campo Escobar ; représentant à la Chambre de Magdalena pour le Parti conservateur colombien ; ibid. ; incarcéré, s'est soumis à une condamnation par anticipation.
- Miguel de la Espriella ; représentant à la Chambre de Córdoba ; sénateur du Parti de la Colombie démocratique ; condamné à 3 ans et 7 mois de prison.
- José Gnecco Cerchar ; sénateur du Parti libéral colombien ; démis de ses fonctions ; incarcéré.
- José María Imbeth ; député du Parti conservateur colombien ; démis de ses fonctions ; incarcéré, en attente de jugement.
- Jesús María López ; gouverneur de Córdoba ; retraité ; libre en raison de son âge.
- Juan Manuel López Cabrales ; sénateur du Parti libéral colombien ; ibid. ; incarcéré.
- William Montes ; sénateur du Parti conservateur colombien ; ibid. ; incarcéré.
- Reginaldo Montes ; représentant à la Chambre de Córdoba ; sénateur du Changement radical ; incarcéré.
- José de los Santos Negrete ; gérant du Parti conservateur colombien ; représentant du Parti conservateur colombien à la Chambre de Córdoba ; absous par la Cour suprême de justice.
- Luis Carlos Ordosgoitia ; Représentant à la Chambre de Córdoba ; directeur de l'INCO (Instituto Nacional de Concesiones) ; incarcéré, en attente de jugement.
- Eleonora Pineda ; Conseil de Tierralta ; ancienne députée ; incarcérée.
- Freddy Sánchez ; député ; démis de ses fonctions ; incarcéré.
- Sigifredo Senior ; maire de Tierralta ; - ; incarcéré, en attente de jugement.
- Edwin Mussi ; maire de Ovejas, Sucre ; - ; incarcéré, en attente de jugement.

## Le scandale du DAS
Le scandale touchant le Département administratif de sécurité (DAS), la principale agence de renseignement en Colombie, éclata à la suite de l'arrestation de son chef du secteur informatique, Rafael Enrique García, accusé d'avoir favorisé les groupes paramilitaires et les narcotrafiquants devant être extradés aux États-Unis. García a dénoncé Jorge Noguera Cotes, l'ancien chef du DAS, alors consul à Milan, d'avoir utilisé sa position pour mettre le DAS au service des paramilitaires dirigés par Jorge 40. Selon des déclarations de García, début 2006, dans les médias, Noguera aurait remis une liste comportant le nom de 24 dirigeants syndicaux au Bloque Norte, dirigé par Jorge 40. Plusieurs des personnes figurant sur la liste ont été tuées, menacées ou soumises à un processus judiciaire arbitraire.
Appuyé par le président Uribe, Jorge Noguera a cependant dû démissionner, avant d'être arrêté le 22 février 2007, accusé d'association de malfaiteurs et d'homicide aggravé. Uribe a déclaré alors que si Noguera était jugé coupable, il devrait présenter ses excuses au pays pour l'avoir nommé. Noguera était en effet chargé de la campagne présidentielle d'Uribe dans le département de Magdalena en 2002, et a été nommé immédiatement après la victoire d'Uribe, avant d'être nommé consul à Milan lors du second mandat d'Uribe.
Noguera a été remis en liberté le 23 mars 2007 pour vice de forme, avant d'être arrêté de nouveau le 6 juillet 2007. En novembre 2007, il a été destitué de ses fonctions et suspendu pour 18 ans, accusé d'avoir collaboré avec les AUC, de s'être enrichi de façon illégale et d'avoir déformé des informations afin de favoriser les paramilitaires. Une enquête contre lui est toujours en cours.

## Branche judiciaire et liens avec la 'Ndrangheta calabraise
L'ancien président du Conseil supérieur de la magistrature, José Alfredo Escobar Araújo, ainsi que sa femme Ana Margarita Fernández, l'ancien secrétaire général du procureur général de Colombie, ont aussi reconnu entretenir des liens d'amitié avec le mafioso Giorgi Sale, membre de la 'Ndrangheta calabraise arrêté en 2006, mais nia avoir eu connaissance de ses activités de trafic de drogue. Sale était lié à Salvatore Mancuso, le chef des paramilitaires,. Le 30 novembre 2006, Escobar a démissionné de la présidence du Conseil, suivi de la démission de sa femme, tout en en restant membre en tant que magistrat. Le frère d'Ana Margarita Fernández, qui occupa pendant cinq ans des fonctions gouvernementales, Antonio Fernández, était lui-même jusqu'à récemment directeur national des Biens à la Direction nationale des stupéfiants. Dans un des enregistrements publiés par l'hebdomadaire Semana, le magistrat Escobar Araújo affirmait au mafieux Sale qu'il intercéderait en sa faveur auprès de son beau-frère, Antonio Fernández.

## Tensions entre la Cour Suprême de justice et le président Uribe
Le président Uribe a déposé en janvier 2008 une plainte pour diffamation et calomnie après que le président de la Cour, Cesar Julio Valencia Copete, ait refusé de retirer ses propos publiés par El Espectador, dans lesquels ce dernier assurait que le président l'avait appelé afin qu'il intervienne en faveur de son cousin et associé politique Mario Uribe Escobar, aujourd'hui détenu à la prison de Bogota.
De plus, le président Uribe et le Ministre de l'Intérieur et de la Justice Carlos Holguín Sardi ont critiqué, en avril 2008, les décisions de la justice d'incarcérer les élus. Le gouvernement Uribe a étudié un projet visant à créer un nouveau tribunal, habilité à juger le président, les membres du Congrès et les magistrats, et qui se substituerait à la Cour suprême de justice. Les magistrats de toutes les hautes cours ont répondu par un communiqué rejetant l'initiative et les déclarations du ministre,.